# كالوم ماكدونالد
كالوم ماكدونالد (بالإنجليزية: Callum MacDonald)‏ (31 مايو 1983 ببيرث في المملكة المتحدة - ) هو لاعب كرة قدم بريطاني في مركز الدفاع. لعب مع نادي دندي ونادي بيترهيد ‏.

## وصلات خارجية
- كالوم ماكدونالد على موقع قاعدة بيانات كرة القدم.إي يو (الإنجليزية)
- كالوم ماكدونالد على موقع Soccerbase.com (لاعب) (الإنجليزية)